# 이형기문학상
이형기문학상은 대표적 월간 시 전문지 《현대시》와 자매지 《시를 사랑하는 사람들》에서 선정하는 대한민국의 문학상이다. 시 〈낙화〉로 유명한 시인 이형기의 시적 정신과 문학적 업적을 기리며 2006년 제정되었다.
매년 4~6월 중에 수상자를 발표하고, 이형기문학제를 개최하면서 시상식을 갖는다. 제1회 수상자는 김명인 시인이었으며, 운영상의 문제로 2014~2018년 중단되었다가 2019년부터 다시 시상하고 있다.
상금은 2000만 원이다.

## 역대 수상자
| 수상년도      | 수상자 |
| ------------- | ------ |
| 2006년 제1회  | 김명인 |
| 2007년 제2회  | 유홍준 |
| 2008년 제3회  | 이수익 |
| 2009년 제4회  | 유안진 |
| 2010년 제5회  | 박주택 |
| 2011년 제6회  | 최영철 |
| 2012년 제7회  | 오정국 |
| 2013년 제8회  | 함기석 |
| 2019년 제9회  | 김혜순 |
| 2020년 제10회 | 강희근 |